# La Défense de Paris
La Défense de Paris je bronasti kip francoskega kiparja Louisa-Ernesta Barriasa. Spominja se padlih Francozov med obleganjem Pariza v letih 1870–71 med francosko-prusko vojno. Kiparska skupina je bila razkrita zahodno od Pariza 12. oktobra 1883, postavljena na obstoječem podstavku, ki je prej podpiral bronasto skulpturo Napoleona, Charlesa Émila Seurra, ob križišču med Courbevoiejem in Puteauxom. Lokacija je postala krožišče La Défense, vendar so kip pozneje odstranili. Okolica je bila vključena v Pariz, ko se je mesto pozneje v 19. in 20. stoletju razširilo; območje je po kipu postalo znano kot La Défense. Kip je bil okoli leta 1965 prestavljen na novo lokacijo in nato večkrat prestavljen, preden je bil leta 2017 postavljen na trenutno lokacijo v bližini Grande Arche de la Défense.

## Ozadje
Republikanska vlada, ki je prišla na oblast v Franciji leta 1879, je bila odločena obeležiti obrambo Francije in Pariza med francosko-prusko vojno skoraj desetletje prej, ko je propad drugega cesarstva privedel do ustanovitve tretje republike. Kip je bil namenjen tudi označevanju ponovne vključitve mesta Pariz francoskemu narodu po radikalnem socialističnem uporu pariške komune leta 1871.
Bila je ena izmed številnih patriotskih skulptur, naročenih v prvih nekaj desetletjih Tretje francoske republike, kot sta Rodinov Meščani iz Calaisa in Julesa Dalouja Triumf republike, obe iz 1880-ih.
Vlada departmaja Seine je organizirala natečaj za spomenik, ki naj bi ga postavili na križišču Courbevoieja, na skrajnem koncu avenije de Neuilly, na razširjeni trasi Axe historique od Louvra, skozi Tuilerije do Place de la Concorde, nato po Champs-Elysées do Slavoloka zmage, po Avenue de la Grande-Armée do Porte Maillot in po Avenue de Neuilly (zdaj Avenue Charles-de-Gaulle) do Ponta de Neuilly. Lokacija za kip je bil kraj, kjer so bili zbrani vojaki francoske nacionalne garde pred bitko pri Buzenvalu 19. januarja 1871, v zadnjem prizadevanju branilcev, da bi se prebili iz obleganja Pariza.
Predloge so iskali od približno 100 francoskih umetnikov, med njimi Gustave Doré, Auguste Bartholdi, Albert-Ernest Carrier-Belleuse, Alfred Boucher, Alexandre Falguière in Auguste Rodin, vendar je žirija projekt dodelila Louisu-Ernestu Barriasu. Njegov mavčni model je bil prikazan na Pariškem salonu leta 1881.
Odlitek Rodinovega zavrnjenega predloga, L'Appel aux armes (Klic k orožju), je bil od leta 1937 prikazan na vrtu Musée Rodin. Ta skulptura je bila leta 1916 izbrana za spomenik bitki pri Verdunu: različica, povečana na štirikratno prvotno velikost, je bila predstavljena v Verdunu 1. avgusta 1920.

## Opis
Barrias je zasnoval kiparsko skupino treh figur, ki simbolizirajo obrambo Pariza v francosko-pruski vojni: ženska, ki stoji v uniformi nacionalne garde in s krono corona muralis na glavi, naslonjena na top in drži zastavo, simbolizira mesto Pariz; na tleh spredaj mlad vojak, ki polni svojo puško Chassepot, predstavlja služenje vojske; zadaj pa žalostna mlada ženska predstavlja trpljenje civilnega prebivalstva. Barrias je uporabil podobno trojno kompozicijo za svojo spomenik francosko-pruske vojne v Saint-Quentinu, Aisne.
Mavčni pripravljalni model, ok.1880, patiniran, da spominja na bron, je razstavljen v Petit Palais. Kip je vlil v bron Henri Léon Thiébault. Visok je 5,5 m in tehta 3,5 t.
Postavljen je bil na visok podstavek, ki je že bil nameščen in je prej podpiral kip Napoleona Charlesa Émila Seurra, ki je bil postavljen na vrh stebra na Place Vendôme od 1833 do 1863, dokler ni bil prestavljen v Puteaux kot osrednji del novega Rond-Point de l'Empereur. Napoleonov kip je bil odstranjen leta 1870 in vržen v reko Seno (ali so ga Prusi ali Parižani, po naključju ali namerno, ni jasno); nekaj mesecev pozneje so ga izvlekli iz reke in je od leta 1911 razstavljen v Hôtel des Invalides.

## Sprejem
Kip je 12. avgusta 1883 odkril Pierre Waldeck-Rousseau, francoski minister za notranje zadeve, s pozdravom iz 21 pušk in vojaško parado, ki jo je spremljalo približno 100.000 gledalcev. Kip je bil prvotno nameščen na granitnem podstavku za železno ograjo s štirimi plinskimi lučmi.
Občina Courbevoie je po skulpturi postala znana kot La Défense in je v središču poslovnega okrožja Defense, ki se je razvilo v 1950-ih in se širi tudi v sosednji občini Nanterre in Puteaux. Stavbe Établissement public pour l'aménagement de la région de la Défense (EPAD) in Center des nouvelles industries et technology (CNIT) so bile zgrajene v bližini od leta 1958, kot zgodnji primeri stolpnic, vključno z Nobel Tower in Esso Tower.
Kip je bil med širitvijo La Défense večkrat premaknjen. Leta 1965 je bil prestavljen na drug podstavek v bližini in je bil med razvojem poslovnega okrožja La Défense in gradnjo postaje La Défense na RER liniji A nekaj let odstranjen, dokler ni bil ponovno nameščen 21. septembra 1983, skoraj 100 let po tem, ko je bil prvič razkrit. Leta 2017 se je preselil na novo, bolj vidno lokacijo, blizu Arche de la Défense.

## Galerija
- Zavrnjen predlog Augusta Rodina za La Défense, znan kot L'Appel aux armes (Klic k orožju)
- Kip Napoleona Charlesa Émilea Seurra s podstavkom, ki ga je ponovno uporabil Barrias
- Monument de la défense de Saint-Quentin
- La Défense de Paris na prvotni lokaciji, c. 1910, na ponovno uporabljenem podstavku
- La Défense de Paris, na novem podstavku leta 2012